# Eric Liddell
Eric Henry Liddell (Tianjin, Xina, 16 de gener de 1902 – Weixian, Xina, 21 de febrer de 1945) fou un atleta escocès campió olímpic dels 400 metres llisos als Jocs Olímpics de París 1924, jugador de rugbi com a 3/4 ala per la Selecció de rugbi d'Escòcia i que serví com a missioner protestant a la Xina. La seva història, juntament amb la de l'atleta Harold Abrahams, foren portades en part a la pantalla gran amb la pel·lícula Carros de Foc (1981).